# Hilltop Hoods
Die Hilltop Hoods, abgekürzt HTH, sind eine australische Hip-Hop-Gruppe aus Adelaide. Ihre Mitglieder sind MC Suffa, MC Pressure und DJ Debris. Sie gehören seit 2006 zu den erfolgreichsten Hip-Hop-Musikern und Bands in ihrem Land.

## Geschichte
Suffa MC (Matthew David Lambert) und Pressure (Daniel Howe Smith) lernten sich Ende der 1980er im Alter von 11 bzw. 12 Jahren an der Blackwood High School in Adelaide kennen. Sie begannen zu rappen und gründeten 1991 die Band zusammen mit DJ Next (Ben John Hare), den sie durch einen Freund kennenlernten. Der Stadtteil Blackwood, aus dem Suffa und Pressure stammen, wird auch „Hilltop Neighbourhood“ genannt, und davon leiteten sie den Bandnamen ab.
1997 veröffentlichten sie ihre erste EP Back Once Again und zwei Jahre später ihr Debütalbum mit dem Titel A Matter of Time. Danach verließ DJ Next die Band, um in Sydney eine Solokarriere zu starten. DJ Debris (Barry John M. Francis), der bis dahin vor allem als Produzent gearbeitet hatte, wurde ihr neuer Haupt-DJ. Ihr erstes gemeinsames Album erschien 2001, der erste größere Erfolg kam weitere zwei Jahre später mit The Calling. Zwar verpasste es noch die australischen Charts, verkaufte sich aber kontinuierlich und bekam als erste einheimische Hip-Hop-Platte eine Goldene Schallplatte. Vor allem die Songs The Nosebleed Section und Dumb Enough machten sie bekannt: In der Jahresbestenliste 2003 Hottest 100 des Senders Triple J belegten sie die Plätze 9 bzw. 44.

### Der Durchbruch ab 2006

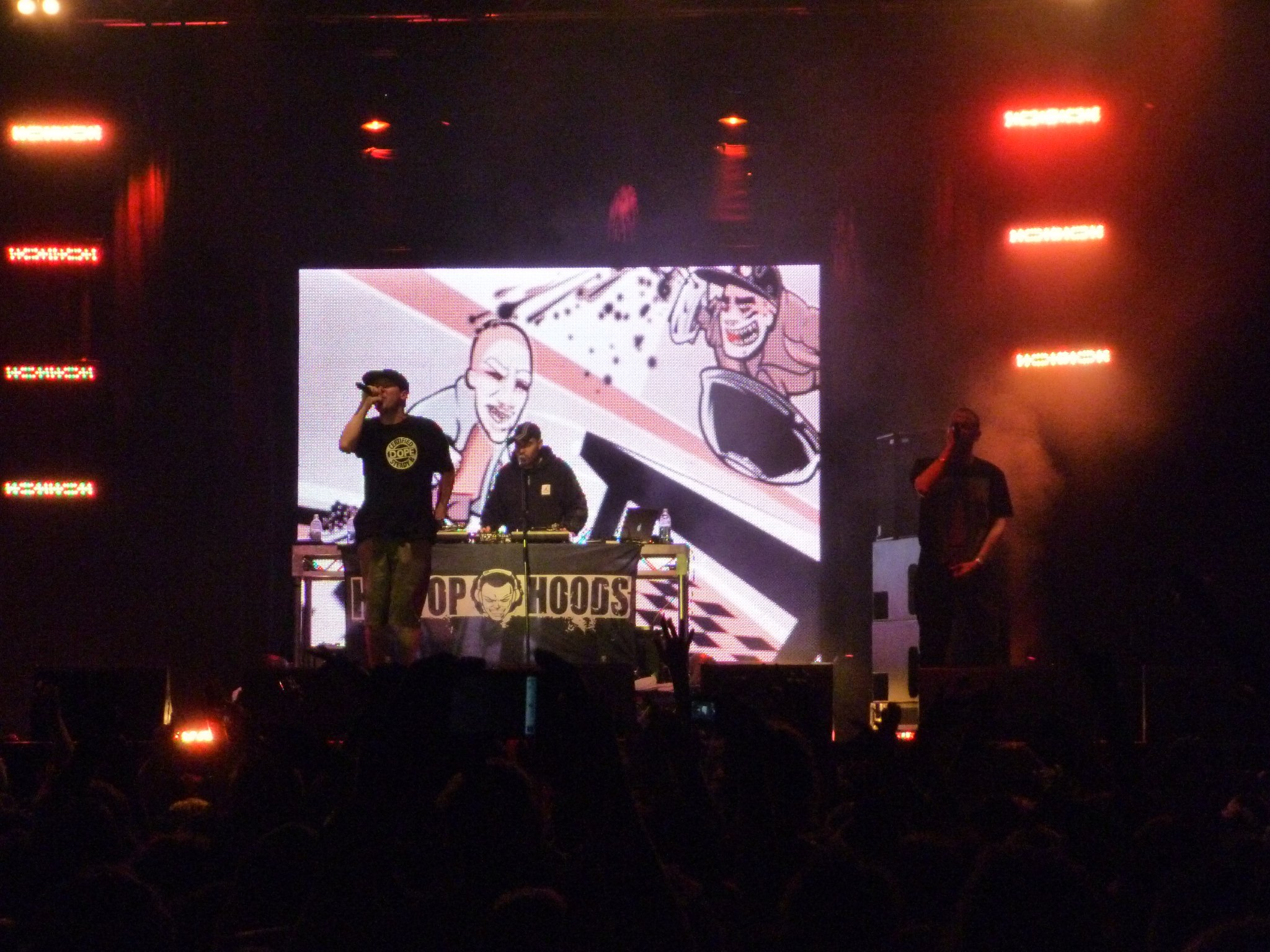
Hilltop Hoods (2009)

Mit der Single Clown Prince platzierten sie sich Anfang 2006 erstmals in den Top 50 der Charts und das zugehörige Album The Hard Road stieg zwei Monate später auf Platz 1 ein. Es bekam ebenfalls Gold und wurde bei den nationalen ARIA Awards zweimal ausgezeichnet: als Best Urban Album und als Best Independent Release. Außerdem waren die Hilltop Hoods in der Newcomer-Kategorie nominiert. Bei einer anderen Verleihungsshow traten sie zusammen mit einem Streichquartett auf und das funktionierte so gut, dass sie bei ihren Auftritten immer wieder klassische Musiker mit auf die Bühne nahmen. Darauf wurde das Adelaide Symphony Orchestra aufmerksam und bot ihnen an, das Album in einer Klassik-Crossover-Version noch einmal aufzunehmen. Mit The Hard Road Restrung gewannen sie 2007 noch einmal den ARIA Award für das Beste Urban-Album.
Bis dahin hatten sie beim Label Obese Records veröffentlicht, der Erfolg ermöglichte ihnen aber die Gründung eines eigenen Labels mit dem Namen Golden Era Records. Dort erschien 2009 das Album State of the Art. Zum zweiten Mal stiegen sie damit auf Platz 1 ein und mit der Singleauskopplung Chase That Feeling hatten sie ihren ersten Top-10-Hit in den Singlecharts. Album und Single wurden mit Platin ausgezeichnet. ARIA Awards bekamen sie erneut in der Urban-Kategorie die Auszeichnung und eine weitere ging an DJ Debris für die technische Bearbeitung des Albums. In den Kategorien Band des Jahres und Single des Jahres waren sie zwar nominiert, gingen aber leer aus. Im selben Jahr gingen sie auch erstmals in Europa auf Tour.
Der nächste Höhepunkt war Ende 2011 die Zusammenarbeit mit der international erfolgreichen Australierin Sia Furler. Die gemeinsame Single I Love It war ein weiterer Top-10-Hit und brachte ihnen erstmals 3-fach-Platin. Außerdem waren sie damit erstmals auch außerhalb Australiens im Nachbarland Neuseeland in den Charts erfolgreich. Dies wirkte sich auch auf das nächste Album Drinking from the Sun aus, das ebenfalls in die neuseeländischen Charts kam. Neben dem Song mit Sia enthielt das Album auch Kollaborationen mit den US-amerikanischen Rappern Black Thought von den Roots und Chali 2na von Jurassic 5. In Australien erreichte es erneut Platz 1 mit Platin und dem vierten Urban-ARIA-Award. Erneut gingen sie aber auch in den Hauptkategorien für Band und Single leer aus.

### Aufstieg zu einer der erfolgreichsten australischen Bands
Während sie mit ihren neuen Alben erfolgreich waren, blieb auch das Interesse an ihren älteren Veröffentlichungen hoch. Das Album The Calling von 2003 kam mit Drinking from the Sun 2012 zum ersten Mal in die Charts und weitere Platinauszeichnungen für Singles und Alben kamen hinzu. Der englische Rapper Maverick Sabre unterstützte sie dann 2014 bei der Vorabsingle Won’t Let You Down zum achten Album Walking Under Stars. Zum dritten Mal in Folge stiegen sie damit auf Platz 1 ein und wie die beiden Vorgänger erreichte es nach einiger Zeit Doppelplatin. Es blieb über ein Jahr in den australischen Charts und war damit das bis dahin erfolgreichste Album des Trios. Sogar in Europa wurde es veröffentlicht, in der Schweiz – und nur dort – kam es ebenfalls in die Charts und erreichte Platz 19 der Hitparade. Mit Cosby Sweater enthielt es auch den erfolgreichsten Song, der es auf Platz 4 der australischen Singlecharts und zu 5-fach-Platin brachte.
Als Nächstes wiederholten die Hilltop Hoods ihren Ausflug in die klassische Musik und 2016 erschien ein zweites „Restrung“-Album, diesmal mit Liedern aus den beiden vorhergehenden Alben und wieder mit dem Adelaide Symphony Orchestra. Dieses Album brachte ihnen wieder eine Nummer-eins-Platzierung, es enthielt aber mit Higher und 1955 zwei neue Songs, die es in die Top 10 der Singlecharts schafften, mit Platz 2 für 1955 erreichten sie sogar eine neue Höchstplatzierung.
Nach diesem Album ließen sich die Hilltop Hoods wieder drei Jahre Zeit bis zu einer neuen Veröffentlichung. Album Nummer 10 The Great Expanse erschien Anfang 2019 und brachte sie zum sechsten Mal an die Spitze der Albumcharts. Damit wurden sie zur erfolgreichsten australischen Musikgruppe in den Charts, nur drei Solomusiker aus Down Under hatten noch mehr Topplatzierungen erreicht. Erneut war das Album auch in der Schweiz in den Top 20.

## Diskografie

### Alben
- 1999: A Matter of Time
- 2001: Left Foot, Right Foot

| Jahr | Titel Musiklabel                                                           | Höchstplatzierung, Gesamtwochen, AuszeichnungChartplatzierungen (Jahr, Titel, Musiklabel, Platzierungen, Wochen, Auszeichnungen, Anmerkungen) | Höchstplatzierung, Gesamtwochen, AuszeichnungChartplatzierungen (Jahr, Titel, Musiklabel, Platzierungen, Wochen, Auszeichnungen, Anmerkungen) | Höchstplatzierung, Gesamtwochen, AuszeichnungChartplatzierungen (Jahr, Titel, Musiklabel, Platzierungen, Wochen, Auszeichnungen, Anmerkungen) | Anmerkungen                                                                                                 |
| Jahr | Titel Musiklabel                                                           | CH | AU | NZ | Anmerkungen                                                                                                 |
| ---- | -------------------------------------------------------------------------- | --- | --- | --- | --- |
| 2003 | The Calling Obese Records (Obese)                                          | — | AU50 Platin · (1 Wo.)AU | — | Erstveröffentlichung: 22. September 2003 Charteinstieg: 2012                                                |
| 2006 | The Hard Road Obese Records (Obese)                                        | — | AU1 Platin · (17 Wo.)AU | — | Erstveröffentlichung: 1. April 2006 2 ARIA Awards (Urban Album, Independent Release)                        |
| 2007 | The Hard Road: Restrung Obese Records (Obese)                              | — | AU8 Gold · (11 Wo.)AU | — | Erstveröffentlichung: 12. Mai 2007 Neuaufnahme mit dem Adelaide Symphony Orchestra ARIA Award (Urban Album) |
| 2009 | State of the Art Island Records (UMG)                                      | — | AU1 ×3Dreifachplatin · (27 Wo.)AU | — | Erstveröffentlichung: 12. Juni 2009 ARIA Award (Urban Album)                                                |
| 2012 | Drinking from the Sun Island Records (UMG)                                 | — | AU1 ×2Doppelplatin · (40 Wo.)AU | NZ37 Gold · (1 Wo.)NZ | Erstveröffentlichung: 9. März 2012 ARIA Award (Urban Album)                                                 |
| 2014 | Walking Under Stars Island Records (UMG)                                   | CH19 (2 Wo.)CH | AU1 ×3Dreifachplatin · (59 Wo.)AU | NZ23 (1 Wo.)NZ | Erstveröffentlichung: 8. August 2014 ARIA Award (Urban Album)                                               |
| 2016 | Drinking from the Sun, Walking Under Stars – Restrung Island Records (UMG) | CH50 (1 Wo.)CH | AU1 Platin · (43 Wo.)AU | NZ— GoldNZ | Erstveröffentlichung: 19. Februar 2016                                                                      |
| 2019 | The Great Expanse Island Records (UMG)                                     | CH18 (1 Wo.)CH | AU1 Platin · (44 Wo.)AU | — | Erstveröffentlichung: 22. Februar 2019                                                                      |
| 2020 | State of the Art – Instrumental Edition Island Records (UMG)               | — | AU31 (1 Wo.)AU | — | Erstveröffentlichung: 2. Oktober 2020                                                                       |
| 2020 | Drinking from the Sun – Instrumental Edition Island Records (UMG)          | — | AU21 (1 Wo.)AU | — | Erstveröffentlichung: 23. Oktober 2020                                                                      |
| 2020 | Walking Under Stars – Instrumental Edition Island Records (UMG)            | — | AU37 (1 Wo.)AU | — | Erstveröffentlichung: 20. November 2020                                                                     |
| 2020 | The Great Expanse – Instrumental Edition Island Records (UMG)              | — | AU33 (1 Wo.)AU | — | Erstveröffentlichung: 4. Dezember 2020                                                                      |
| 2023 | The Highlights Island Records (UMG)                                        | — | AU37 (1 Wo.)AU | — | Erstveröffentlichung: 13. Juni 2023                                                                         |
| 2025 | Fall from the Light Island Records (UMG)                                   | — | AU1 (… Wo.)AU | — | Erstveröffentlichung: 1. August 2025                                                                        |

### Singles
| Jahr | Titel Album                                                  | Höchstplatzierung, Gesamtwochen, AuszeichnungChartplatzierungen (Jahr, Titel, Album, Platzierungen, Wochen, Auszeichnungen, Anmerkungen) | Höchstplatzierung, Gesamtwochen, AuszeichnungChartplatzierungen (Jahr, Titel, Album, Platzierungen, Wochen, Auszeichnungen, Anmerkungen) | Höchstplatzierung, Gesamtwochen, AuszeichnungChartplatzierungen (Jahr, Titel, Album, Platzierungen, Wochen, Auszeichnungen, Anmerkungen) | Anmerkungen                        |
| Jahr | Titel Album                                                  | CH | NZ | AU | Anmerkungen                        |
| ---- | ------------------------------------------------------------ | --- | --- | --- | ---------------------------------- |
| 2006 | Clown Prince The Hard Road                                   | — | — | AU30 Gold · (8 Wo.)AU |                                    |
| 2009 | Chase That Feeling State of the Art                          | — | — | AU8 ×6Sechsfachplatin · (28 Wo.)AU |                                    |
| 2009 | Still Standing State of the Art                              | — | — | AU34 ×2Doppelplatin · (6 Wo.)AU |                                    |
| 2011 | I Love It Drinking from the Sun                              | — | NZ13 Platin · (9 Wo.)NZ | AU6 ×8Achtfachplatin · (20 Wo.)AU | feat. Sia                          |
| 2014 | Won’t Let You Down Walking Under Stars                       | — | — | AU17 ×2Doppelplatin · (9 Wo.)AU | feat. Maverick Sabre               |
| 2014 | Pyramid Building Walking Under Stars                         | — | — | AU42 (1 Wo.)AU |                                    |
| 2014 | Cosby Sweater Walking Under Stars                            | — | NZ— PlatinNZ | AU4 ×12Zwölffachplatin · (27 Wo.)AU |                                    |
| 2015 | Live and Let Go Walking Under Stars                          | — | — | AU42 Platin · (1 Wo.)AU | feat. Maverick Sabre & Brother Ali |
| 2015 | Higher Drinking from the Sun, Walking Under Stars – Restrung | — | — | AU9 ×2Doppelplatin · (12 Wo.)AU | feat. James Chatburn               |
| 2016 | 1955 Drinking from the Sun, Walking Under Stars – Restrung   | — | NZ— ×2DoppelplatinNZ | AU2 ×12Zwölffachplatin · (28 Wo.)AU | feat. Montaigne & Tom Thum         |
| 2018 | Clark Griswold The Great Expanse                             | — | — | AU48 ×2Doppelplatin · (2 Wo.)AU | feat. Adrian Eagle                 |
| 2018 | Leave Me Lonely The Great Expanse                            | — | NZ— GoldNZ | AU11 ×6Sechsfachplatin · (18 Wo.)AU |                                    |
| 2019 | Exit Sign The Great Expanse                                  | — | NZ— GoldNZ | AU16 ×6Sechsfachplatin · (20 Wo.)AU | feat. Illy & Ecca Vandal           |
| 2020 | I’m Good? –                                                  | — | — | AU41 ×3Dreifachplatin · (6 Wo.)AU | Erstveröffentlichung: 1. Mai 2020  |

Weitere Singles
- 2003: The Nosebleed Section (AU: ×10Zehnfachplatin , NZ: Gold)
- 2003: Dumb Enough (AU: Gold)
- 2006: The Hard Road (AU: ×2Doppelplatin )
- 2009: Fifty in Five (AU: Gold)
- 2012: Speaking in Tongues (feat. Chali 2na, AU: Platin)
- 2012: Rattling the Keys to the Kingdom (AU: Platin)
- 2012: Shredding the Balloon (AU: Platin)
- 2014: Walking Under Stars (AU: Gold)
- 2014: The Art of the Handshake (AU: Gold)
- 2014: Through The Dark (AU: Gold)
- 2019: Sell It All, Run Away (AU: Gold)
- 2022: Show Business (feat. Eamon, AU: Gold)
- 2023: Laced Up (AU: Gold)

### Videoalben
- 2012: Parade of the Dead (AU: Platin)

## Auszeichnungen für Musikverkäufe
Anmerkung: Auszeichnungen in Ländern aus den Charttabellen bzw. Chartboxen sind in ebendiesen zu finden.
| Land/RegionAuszeichnungen für Musikverkäufe (Land/Region, Auszeichnungen, Verkäufe, Quellen) | Gold       | Platin       | Verkäufe  | Quellen              |
| -------------------------------------------------------------------------------------------- | ---------- | ------------ | --------- | -------------------- |
| Australien (ARIA)                                                                            | 10× Gold10 | 90× Platin90 | 6.595.000 | aria.com.au          |
| Neuseeland (RMNZ)                                                                            | 5× Gold5   | 4× Platin4   | 187.500   | radioscope.co.nz NZ2 |
| Insgesamt                                                                                    | 15× Gold15 | 94× Platin94 |           |                      |

## Künstlerauszeichnungen
Die Band erhielt bei den 3D World Dance Music Awards in den Jahren 2001 und 2002 jeweils eine Nominierung in der Kategorie Bester Hip Hop Künstler. 2002 gewannen die Bandmitglieder den APRA Award in der Kategorie Beste aufstrebende südaustralische Band.
ARIA Awards
- 2006: Best Urban Album für The Hard Road
- 2006: Best Independent Release für The Hard Road
- 2007: Best Urban Album für The Hard Road Restrung
- 2009: Best Urban Album für State of the Art
- 2009: Engineer of the Year für DJ Debris (für das Album State of the Art)
- 2012: Best Urban Album für Drinking from the Sun
- 2014: Best Urban Album für Walking Under Stars
- 2016: Best Australian Live Act für die Restrung Tour

- Weitere Nominierungen:
  - 2006: Breakthrough Artist, Best Music DVD
  - 2007: Best Cover Art, Best Independent Release
  - 2008: Best Music DVD
  - 2009: Best Group, Single/Song of the Year, Hightest Selling Album, Producer of the Year (Suffa), Best Music DVD
  - 2012: Best Group, Single/Song of the Year, Best Australian Live Act, Best Video
  - 2014: Best Group, Engineer of the Year (Suffa & Debris)
  - 2015: Best Australian Live Act
  - 2016: Single/Song of the Year, Best Australian Live Act, Best Video

## Wissenswertes
Hilltop Hoods Initiative
2005 wurde die Initiative in Zusammenarbeit mit der Arts SA gegründet. Sie ermöglicht es jungen australischen Hip-Hop-Künstlern, für AU$ 10.000 eine eigene CD aufzunehmen.